# إليونورا دانييلي
إليونورا دانييلي (بالإيطالية: Eleonora Daniele)‏ هي مقدمة تلفزيونية وممثلة إيطالية، ولدت في 20 أغسطس 1976 في بادوفا في إيطاليا.

## وصلات خارجية
- إليونورا دانييلي على موقع IMDb (الإنجليزية)
- إليونورا دانييلي على موقع قاعدة بيانات الفيلم (الإنجليزية)